# 황놀래기
황놀래기는 농어목 놀래기과의 물고기이다. 몸길이는 최대 25cm이다. 북서태평양의 열대 및 온대 해역에 분포한다.